# Pheidole quiaccana
Pheidole quiaccana är en myrart som beskrevs av Wheeler 1925. Pheidole quiaccana ingår i släktet Pheidole och familjen myror. Inga underarter finns listade i Catalogue of Life.